# 卡尔·冯·廷根

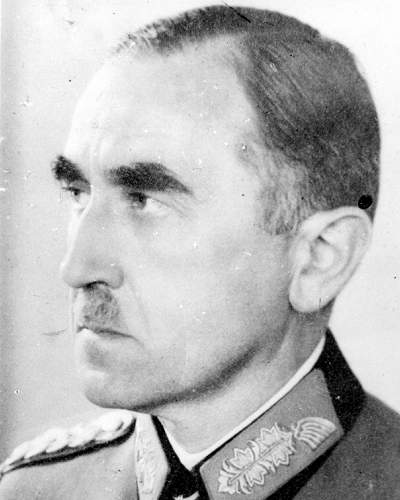
卡尔·冯·廷根

卡尔·冯·廷根（Karl Freiherr von Thüngen，1893年6月26日 - 1944年10月24日）是一位纳粹德国德意志國防軍将领，在1944年7月20日密谋案失败后一度参与对密谋支持者汉斯-乌尔里希·冯·厄尔岑的审讯。卡尔·冯·廷根最後依然被逮捕並被处决。